# Canción de Alerta
Canción de Alerta es el primer álbum de la banda de reggae puertorriqueña Cultura Profética. Fue grabado en Jamaica en Marley Music Studios y lanzado en 1998 bajo el sello Tuff Gong.

## Listado de canciones
1. "Enyoyando" - 1:11
  - Música: Iván Gutiérrez
  - Cantantes: Alrick Thompson, Ras "Rodjah"
2. "Con truenos Heno que hablar" - 5:32
  - Música: Cultura Profética
  - Cantantes: Rodríguez, Boris Bilbraut
3. "Despertar" - 4:06
  - Cantante: Rodríguez
4. "Lucha y Sacrificio" - 5:12
  - Letras: Vegoeli de Cuacio
  - Música: Eliut González, Rodríguez, Gutiérrez
  - Cantante: Bilbraut
5. "Por qué cantamos" - 6:38
  - Letras: Mario Benedetti
  - Cantante: Rodríguez
6. "Pasiones, Guerrillas y Muertes" - 4:56
  - Letras: Bilbraut
  - Música: Cultura Profética
  - Cantante: Bilbraut
7. "Advertencia" - 6:01
  - Cantante: Rodríguez
8. "Protesto" - 5:00
  - Letras: Bilbraut
  - Cantante: Bilbraut
9. "Desorden de población" - 3:46
  - Música: Rodríguez
  - Cantante: Rodríguez
10. "Tempestad Tranquila" - 3:37
  - Música: Gutiérrez
  - Cantante: Bilbraut
11. "Fruto de la Tierra" - 4:23
  - Música: Gutiérrez
  - Cantante: Rodríguez
12. "Filitustrein" - 3:04
  - Música: Gutiérrez
  - Cantantes: Alrick Thompson, Ras "Rodjah"

Todas las letras escritas por Willy Rodríguez y toda la música escrita por Rodríguez e Iván Gutiérrez, excepto donde se indique.

## Músicos
- Willy Rodríguez - bajo sin trastes, voz principal
- Boris Bilbraut - batería, voz principal
- Iván Gutiérrez - clavinet hohner, piano, trompeta, coros
- Eliut González - guitarra principal, guitarra acústica, coros
- Juan Costa - guitarra rítmica
- Raúl Gaztambide - órgano
- Eduardo Fernández - trombón
- Javier Joglar - saxo tenor, flauta
- María Soledad Gaztambide - voz

### Músicos adicionales
- Omar Cruz - percusión

## Producción
- Producida por Raúl López y Cultura Profética.
- Producción ejecutiva de Aníbal y Jorge Jover, de CDT Records.

## Grabación
- Grabado y mezclado en Marley Music Studios, Kingston, Jamaica
- Ingeniero de grabación y mezcla - Eroll Brown
- Ingeniero asistente - Alrick Thompson
- Masterizado en DRS en Levittown, Puerto Rico, por Estebán Piñero